# ヒストリー・オン・フィルム VOLUME II
ヒストリー・オン・フィルム VOLUME II（ - ボリューム2）(HIStory on Film, Volume II)は、アメリカ合衆国のミュージシャン、マイケル・ジャクソンのショートフィルムを収録したビデオ作品。
アルバム『ヒストリー』の2枚目に収録されている楽曲のショートフィルムを中心に収録されている。この作品は1997年にVHSで発売、その後2001年にDVDで再発売された。
『ビデオ・グレイテスト・ヒッツ〜ヒストリー』の続編的内容だが、「今夜はビート・イット」と「スリラー」がどちらにも収録されて被っている。
初期のVHSやレーザーディスクには「MJメガリミックス」が「ストレンジャー・イン・モスクワ」と「ブラッド・オン・ザ・ダンス・フロア」の間に収録されているがDVDには未収録。

## 収録曲
1. ティーザー
2. ビリー・ジーン（モータウン25周年記念スペシャル:イエスタデイ、トゥデイ、フォーエヴァー）
3. 今夜はビート・イット
4. リベリアン・ガール
5. スムーズ・クリミナル
6. 1995年MTVビデオ・ミュージック・アワード・パフォーマンス
メドレー（今夜はドント・ストップ～ザ・ウェイ・ユー・メイク・ミー・フィール～スクリーム～今夜はビート・イット～ブラック・オア・ホワイト～ビリー・ジーン）
デンジャラス/スムーズ・クリミナル
ユー・アー・ナット・アローン
7. スリラー
8. スクリーム
9. チャイルドフッド
10. ユー・アー・ナット・アローン
11. アース・ソング
12. ゼイ・ドント・ケア・アバウト・アス
13. ストレンジャー・イン・モスクワ
14. ブラッド・オン・ザ・ダンス・フロア（レフジー・キャンプ・ミックス）
15. ブレイス・ユアセルフ
16. クレジット